# Sächsische Aufbaubank
Die Sächsische Aufbaubank – Förderbank –, kurz SAB, wurde 1991 gegründet und ist das Landesförderinstitut des Freistaates Sachsen. Der Freistaat Sachsen hat die Gewährträgerhaftung und die Anstaltslast übernommen.
Die SAB ist ein Kreditinstitut in der Rechtsform einer Anstalt des öffentlichen Rechts, dessen Auftrag durch das Gesetz zur Errichtung der Sächsischen Aufbaubank – Förderbank – (FördbankG) festgelegt ist. Mit der Durchführung von Fördermaßnahmen unterstützt die SAB den Freistaat bei der Erfüllung seiner öffentlichen Aufgaben.
Dabei vergibt die SAB Fördermittel für die Bereiche Wohnungsbau, Wirtschaft, Infrastruktur und Kommunales, Bildung und Soziales sowie Umwelt und Landwirtschaft in Form von Zuschüssen und Darlehen sowie Bürgschaften.
Die SAB hatte 2023 1.180 Mitarbeiter.

## Geschichte
Bis 1995 übernahm die L-Bank, das Förderinstitut des Landes Baden-Württemberg, den Geschäftsbetrieb. Am 19. Dezember 1995 wurde die SAB GmbH als Tochter der L-Bank errichtet. Sie nahm am 1. Juni 1996 ihre Geschäftstätigkeit auf. Seit Ende 2002 ist die SAB 100-prozentige Tochter des Freistaates Sachsen. Im Jahr 2003 wurde sie in eine Anstalt des öffentlichen Rechts umgewandelt. 2006 übernahm Stefan Weber den Vorstandsvorsitz. Am 1. Juli 2020 übernahm Katrin Leonhardt den Posten des Vorstandsvorsitzenden von Stefan Weber. Die SAB beschäftigte 2020 rund 1.200  Mitarbeiter sowie zwei Vorstandsmitglieder.
Im Jahr 2021 bewilligte die SAB insgesamt 74.033 Anträge (2020: 135.635). Beantragt wurden Fördermittel in Form von Zuschüssen, Darlehen und Bürgschaften in Höhe von insgesamt 1.702,4 Mio. EUR (2020: 2.178,4 Mio.).
Die SAB stellte im Rahmen der Corona-Bundes-Soforthilfen für in Sachsen ansässige Unternehmen Leistungen zur Verfügung. Die Bank bearbeitete im Jahr 2021 49.360 Anträge in einem ausgezahlten Volumen von 1,5 Milliarden Euro (Stand Mai 2022).

## Standorte
Mit dem Gesetz zur Neuordnung von Standorten der Verwaltung und der Justiz des Freistaates Sachsen (Sächsisches Standortegesetz – SächsStOG vom 27. Januar 2012) wurde eine Konzeption für die zukünftige Behördenstruktur im Freistaat Sachsen verabschiedet. Teil dieser strukturpolitisch begründeten Konzeption ist die als Beitrag zur Staatsmodernisierung beschlossene Verlegung des Hauptsitzes der SAB von Dresden nach Leipzig, um den dortigen Finanzsektor und Bankenstandort zu stärken.
Derzeit unterhält die SAB zwei Standorte in Dresden, je ein Kundencenter in Leipzig und Chemnitz sowie ein Regionalbüro in Görlitz.

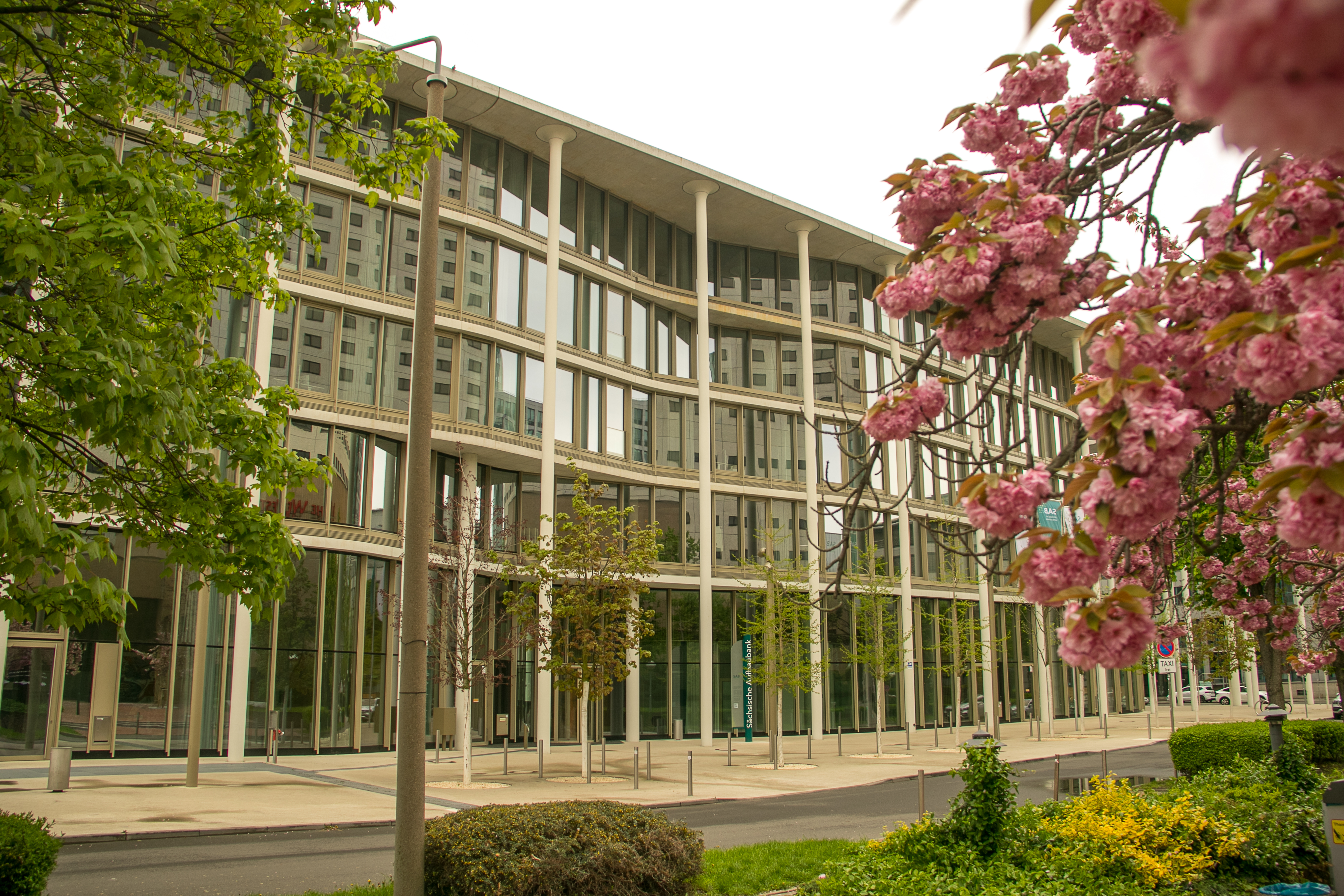
Sächsische Aufbaubank Leipzig

Auf dem 10.000 m² großen Areal des ehemaligen Robotron-Gebäudes in der Gerberstraße 5 in Leipzig wurde nach einem internationalen Architekturwettbewerb für den Hauptsitz der Bank Mitte 2021 ein von Friedrich Ludewig (Acme, London) entworfener Neubau eröffnet. Der fünfgeschossige Stahlbetonbau mit einer Bruttogeschossfläche von 22.500 m² kostete rund 165 Millionen Euro. Blickfang ist der Säulengarten mit 21 Meter hohen freistehenden Sichtbetonsäulen im südöstlichen Bereich des quadratischen Grundstücks. Anfangs sollen 200 Mitarbeiter dort arbeiten, bis Ende 2022 sollen weitere 200 dazukommen. Bis 2024 sollen jeweils die Hälfte der Beschäftigten in Leipzig und in Dresden arbeiten. Seit 1. Januar 2017 befindet sich der Hauptsitz der SAB in Leipzig, die Geschäftsadresse lautete jedoch zunächst weiter auf Dresden.

## Beteiligungen
Wesentliche Beteiligungen:
- SBG – Sächsische Beteiligungsgesellschaft mbH
- SSW – Sächsisches Staatsweingut GmbH Schloss Wackerbarth
- SLS – Sächsische Landsiedlung GmbH
- SAENA GmbH – Sächsische Energieagentur
- SAS – Sächsische Agentur für Strukturentwicklung GmbH
- BBS – Bürgschaftsbank Sachsen GmbH
- MBG – Mittelständische Beteiligungsgesellschaft mbH
- EIF – Europäischer Investitionsfonds
- PD – Berater der öffentlichen Hand GmbH
- HHL gGmbH – Leipzig Graduate School of Management
- Smart Infrastructure Ventures Fund GmbH & Co. KG
- WMS III – Wachstumsfonds Mittelstand Sachsen III GmbH & Co. KG